# Acacia lankaensis
Acacia lankaensis är en ärtväxtart som beskrevs av André Joseph Guillaume Henri Kostermans. Acacia lankaensis ingår i släktet akacior, och familjen ärtväxter. Inga underarter finns listade i Catalogue of Life.